# Мінерали альпійських жил
Мінерали альпійських жил (рос. минералы альпийских жил, англ. Alpine type veins minerals, нім. alpine (alpidische) Gangminerale n pl) — мінерали, які виповнюють сухі тріщини розриву в складчастих метаморфічних породах. Утворюються внаслідок латерально-секреційного перерозподілу речовини, яка міститься у вмісних породах, на кінцевій стадії метаморфізму.
Для кожного типу метаморфічних порід характерний свій комплекс мінералів, якісний хім. склад яких відповідає складові оточуючих порід. Від назви Альпійських гір, де ці жили найбільш вивчені.